# Стара Уборть
Стара Уборть — річка-стариця в Білорусі, у Лельчицькому районі Гомельської області. Ліва притока Уборті, (басейн Прип'яті).

## Опис
Довжина річки 15 км, похил річки 0,23  м/км, площа басейну водозбору 260  км². Формується притокою, декількома безіменними струмками та загатами.

## Розташування
Бере початок на північно-східній стороні від села Манчиці з Уборті. Спочатку тече на північний захід, потім на північний схід і на північно-західній стороні від Острожанки впадає у річку Уборть, праву притоку Прип'яті.
Населені пункти вздовж берегової смуги: Замош'є.

## Притоки
- Коростенька (ліва).

## Цікавий факт
- Річка межує з національним парком Прип'ятським.[1]